# Dalip Mehta
Dalip Mehta es un diplomático indio retirado.
- Dalip Mehta es hijo de Kanhiya Lal
- En 1965 entró al Indian Foreign Service.
- De 1967 a 1969 fue secretario de misión ante la Oficina de la Organización de las Naciones Unidas en Ginebra.
- De 1969 a 1971 fue subsecretario en el Ministerio de Asuntos Exteriores (India).
- De 1971 a 1974 fue primer secretario de embajada en Praga.
- De 1975 a 1977 fue primer secretario de embajada en Timbu.
- De 1977 a 1982 fue secretario adjunto en el Ministerio de Asuntos Exteriores (India).
- De 1982 a 1986 fue embajador adjunto en París.
- De 1986 a 1988 fue secretario de enlace en el Ministerio de Asuntos Exteriores (India).
- De 1988 a 1992 fue secretario de enlace en el Ministry of Finance (India) en Nueva Delhi.
- De 1992 a abril de 1995 fue embajador en Taskent y concurrentemente acreditado en Asjabad (Turkmenistán).
- De abril de 1995 a diciembre de 1998 fue embajador en Timbu.
- De diciembre de 1998 a junio de 2002 fue Decano (diplomacia) del Foreign Service Institute, India.[1]